# Cathja Mörner
Cathja Catharina Elisabeth Marianne Mörner, ogift Karlsson, tidigare känd som Cathja Carlsson, född 12 september 1951 i Oscars församling, Stockholm, är en svensk musikpedagog och musikchef.
Cathja Mörner är utbildad på Musikhögskolan i Stockholm, dåvarande solistlinjen på viola 1970–1973, och läste musikvetenskap vid Stockholms universitet 1976–1977. Hon har avlagt masterexamen i musikvetenskap med konstnärlig inriktning vid Örebro universitet 2006.
Efter att ha arbetat som läromedelsproducent på Rikskonserter 1976–1977 blev hon biträdande musikledare/rektor för kommunala musikskolan i Botkyrka 1979–1982. Åren 1983–1990 var hon musikledare och rektor för den kommunala musikskolan i Salem. Hon var rektor vid Stockholms musikpedagogiska institut (SMI) 1990–1996 och därefter vid Musikhögskolan Ingesund 1996–2005. Hon var konstnärlig ledare vid Karlstad universitet 2006–2008.